# Tenryū-ji
Tenryū-ji (天龍寺- Thiên Long Tự), trước đây được gọi là Tenryū Shiseizen-ji (天龍資聖禅寺 - Thiên Long tư thánh thần tự) là đến chính của dòng Tenryū-ji thuộc giáo phát Rinzai Thiền Tông, tọa lạc tại Susukinobaba-chō, phường Ukyō, Kyoto, Nhật Bản. Ngôi chùa được lập bởi Ashikaga Takauji vào năm 1339, chủ yếu thờ Đức Phật Thích Ca Mâu Ni), và thiền sư 夢窗疏石 Musō Soseki. Việc xây dựng được hoàn thành vào năm 1345. Ngôi đền có liên hệ với cả gia tộc Ashikaga và thiên hoàng Go-Daigo nên rất được tôn kính và được xếp hạng nhất trong số năm ngọn núi ở Kyoto. Năm 1994, Tenryū-ji được UNESCO công nhận là di sản thế giới, nằm trong di tích lịch sử thành cổ Kyoto.

## Một số hình ảnh

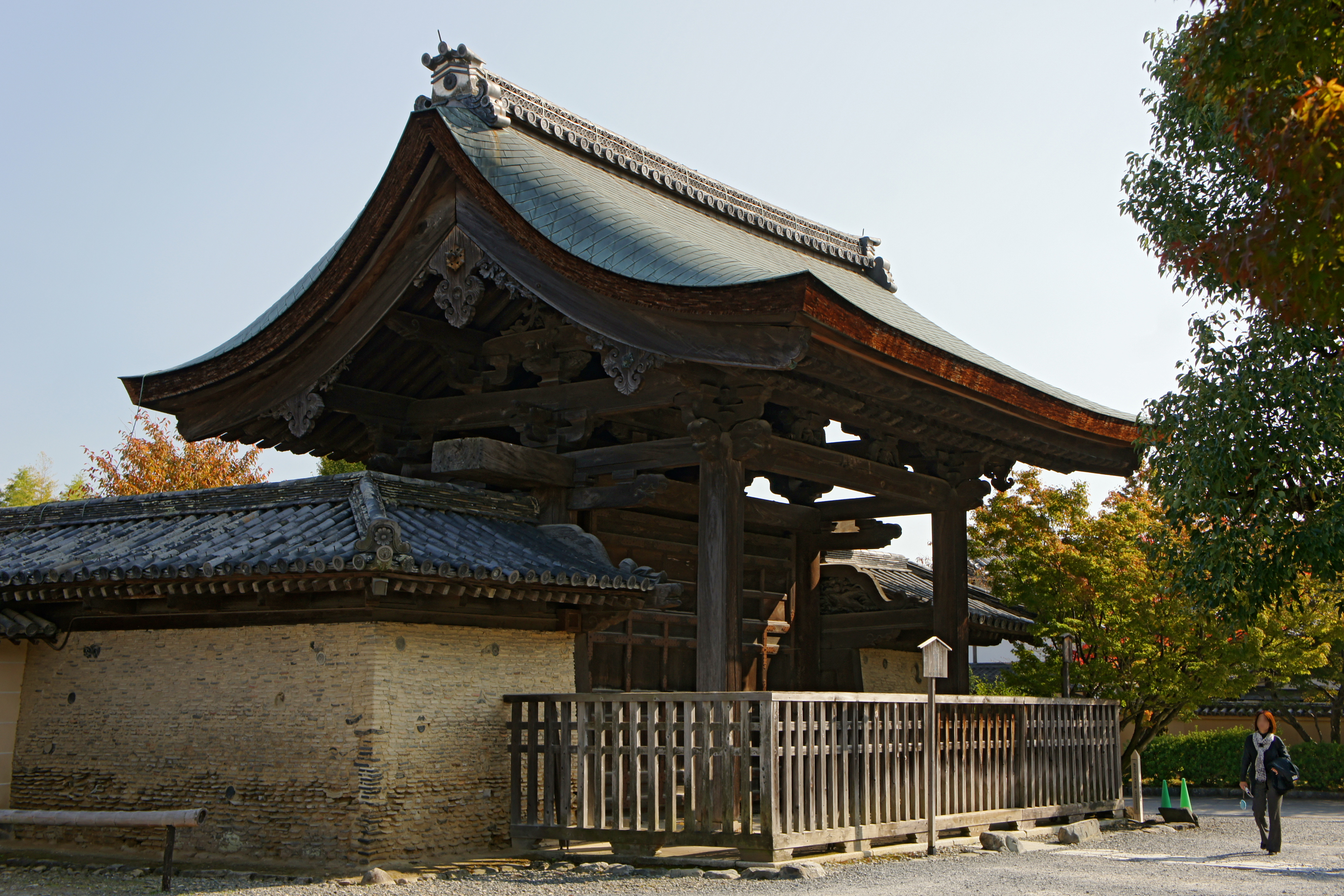
Cổng Chokushi
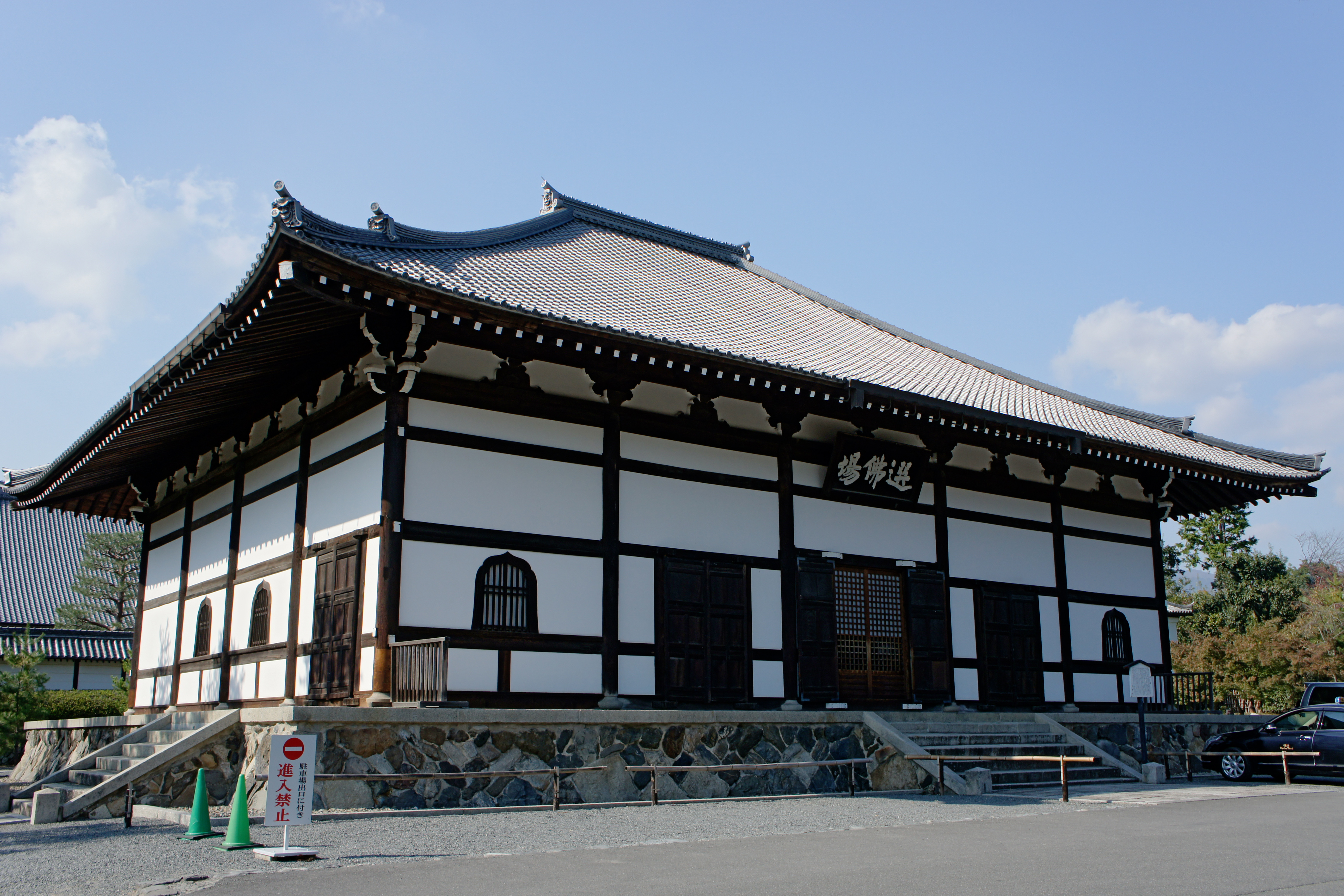
Giảng viện
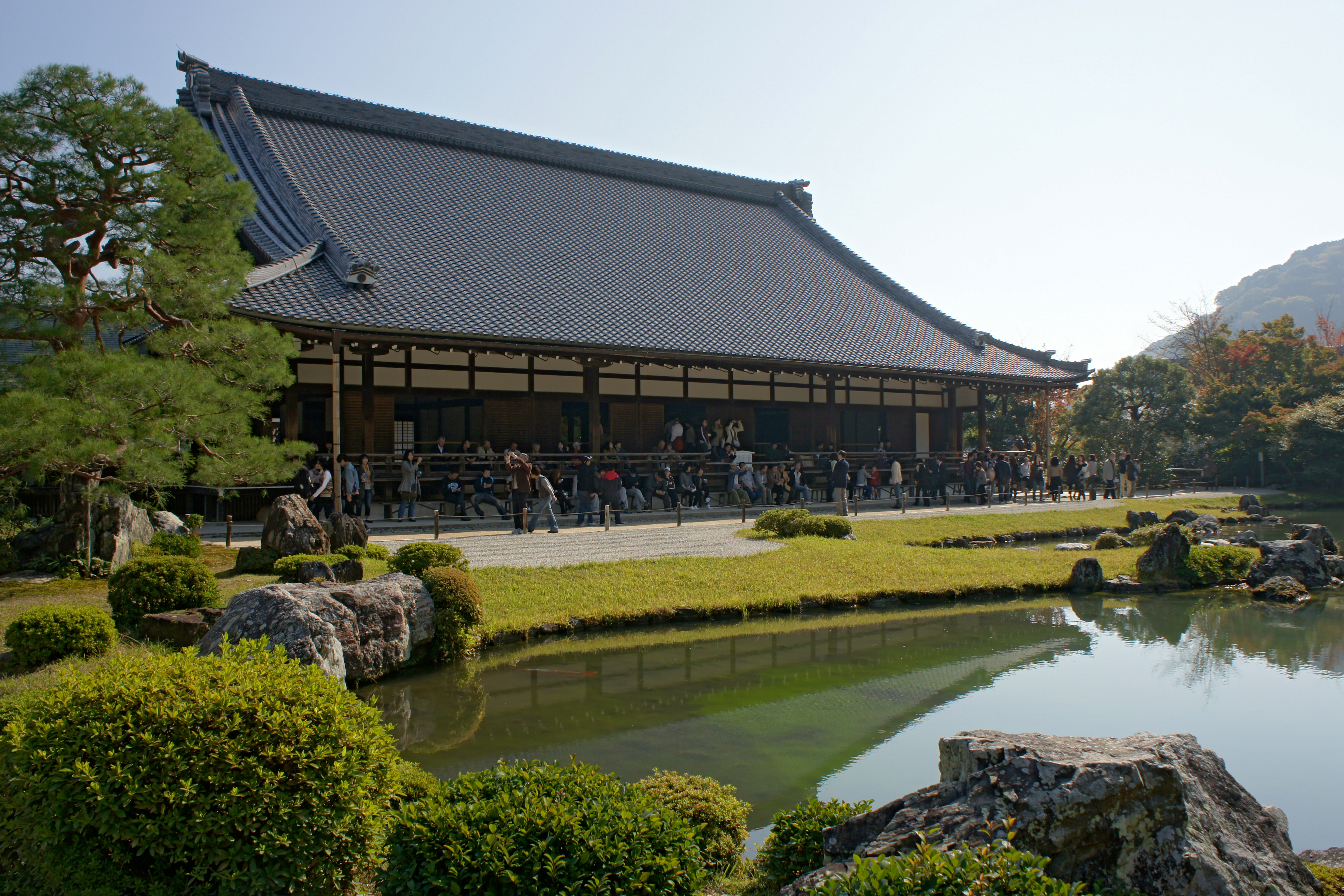
Ōhōjō
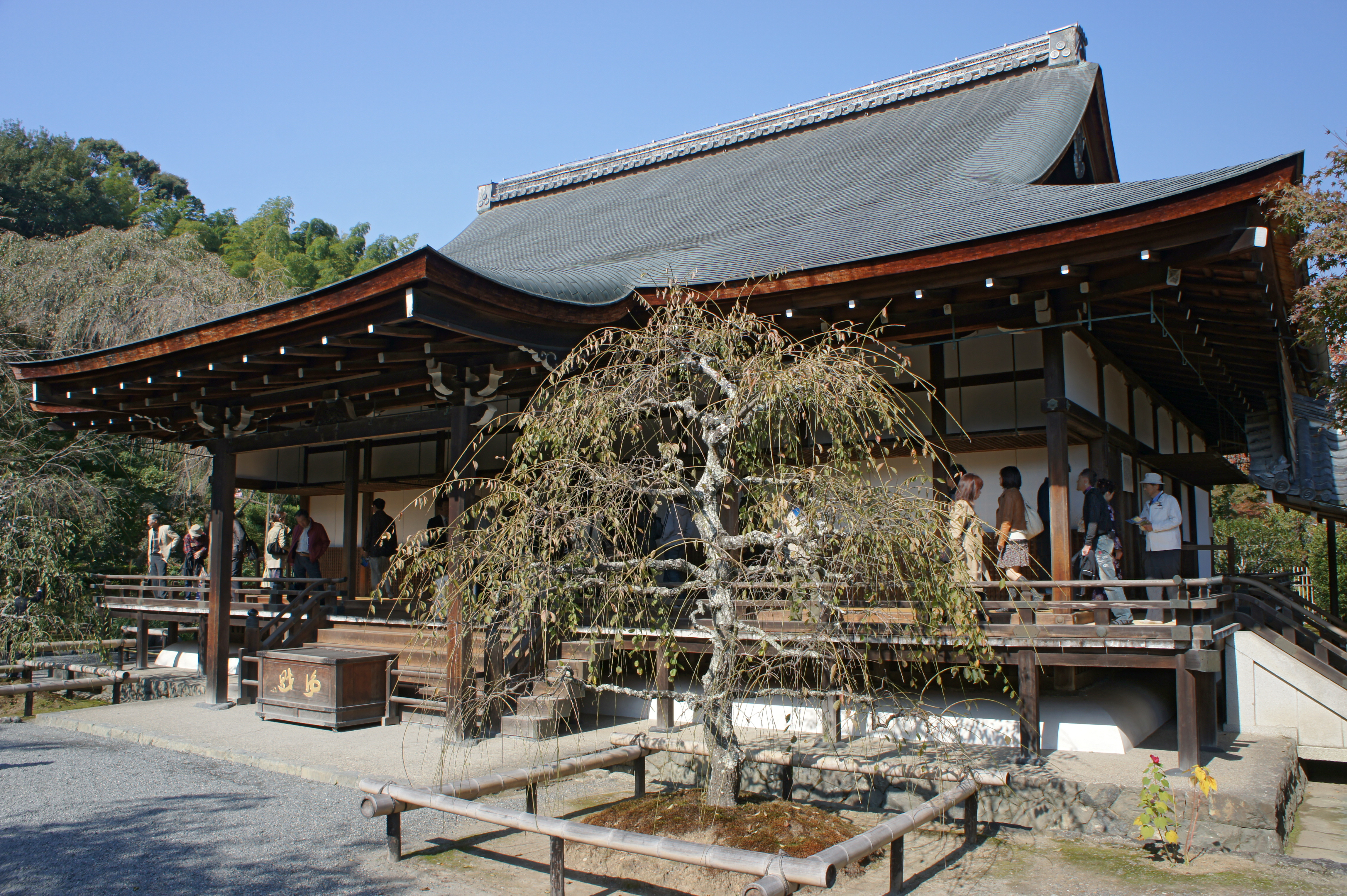
Tahō-den